# Черниговско-Припятская операция
Черниговско-Припятская операция — фронтовая наступательная операция советских войск Центрального фронта в Великой Отечественной войне, проведённая 26 августа — 30 сентября 1943 года, составная часть Черниговско-Полтавской стратегической операции — первого этапа битвы за Днепр. В ходе операции были разгромлены противостоящие войска вермахта, был форсирован Днепр, оказана существенная помощь войскам Воронежского фронта и Степного фронта.
В ряде боевых документов военного времени именовалась также «Севско-Глуховская операция».

## Замысел операции и силы сторон
Советская Ставка Верховного Главнокомандования стремилась максимально использовать победу в Курской битве. Войскам Красной Армии предстояло развернуть наступление на фронте от Великих Лук до Азовского моря, в том числе армии Центрального, Воронежского и Степного фронтов должны были освободить Левобережную Украину, наступая на фронте от Полтавы до Черкасс, выйти к Днепру, форсировать его и захватить плацдармы на правом берегу реки, создав условия для освобождения Правобережной Украины. Единый план операции состоял из нанесения нескольких мощных ударов одновременно силами сразу трёх фронтов с целью рассечения немецкой обороны и недопущения закрепления противника по рубежам рек Десна и Днепр.
К началу операции в состав Центрального фронта (командующий генерал армии К. К. Рокоссовский) входили 13-я армия (генерал-лейтенант Н. П. Пухов), 48-я армия (командующий генерал-лейтенант П. Л. Романенко), 65-я армия (генерал-лейтенант П. И. Батов), 60-я армия (генерал-лейтенант И. Д. Черняховский), 61-я армия (передана фронту из резерва Ставки ВГК 6 сентября, командующий генерал-лейтенант П. А. Белов) и 70-я армия (генерал-лейтенант И. В. Галанин), 2-я танковая армия (командующий генерал-лейтенант танковых войск С. И. Богданов), 16-я воздушная армия (генерал-лейтенант авиации С. И. Руденко), 9-й танковый корпус (генерал-майор танковых войск Г. С. Рудченко). Они включали в себя 35 стрелковых и 3 воздушно-десантные дивизии, 1 истребительную дивизию противотанковых ружей, 1 механизированный и 3 танковых корпуса, 3 стрелковых и 3 танковых бригады, общая численность войск фронта составляла 579 600 человек. После завершения Орловской наступательной операции войска фронта занимали оборону по линии Дмитровск-Орловский — Рыльск и спешно приводили себя в порядок, готовясь к новому наступлению. Задачи войскам были поставлены директивой Ставки Верховного Главнокомандования от 22 августа 1943 года и содержали: нанести главный удар силами 2-й танковой, 65-й и частью сил 48-й и 60-й армий на новгород-северском направлении, вспомогательный удар — остальными силами 60-й армии на конотопском направлении и выйти к среднему течению Днепра. Срок на подготовку операции был незначительным.
Войскам фронта противостояли 2-я полевая армия (командующий генерал пехоты Вальтер Вайс) и часть войск 9-й полевой армии (командующий генерал-полковник Вальтер Модель) из состава немецкой группы армий «Центр» (командующий генерал-фельдмаршал Гюнтер Ханс фон Клюге), а на южном участке — часть войск 4-й танковой армии (командующий генерал-полковник Готхард Хейнрици) из состава группы армий «Юг» (генерал-фельдмаршал Эрих фон Манштейн).

## Начало операции
26 августа войска фронта перешли в наступление. На главном направлении они встретили упорное сопротивление противника. Только 27 августа советские войска отразили 12 вражеских контратак. С большим трудом соединения 2-й танковой и 65-й армий 27 августа овладели Севском. Немецкое командование перебросило в район Севска две пехотные и две танковые дивизии, которые нанесли западнее Севска сильный фланговый контрудар и остановили продвижение советских войск на следующем оборонительном рубеже. К исходу 31 августа советские войска смогли здесь вклиниться в немецкую оборону всего на 20-25 километров.
На вспомогательном направлении наступление советских войск оказалось для противника полной неожиданностью, немецкое командование не подготовило там надёжной обороны и не располагало резервами. Используя эти факторы, соединения 60-й армии И. Д. Черняховского быстро прорвали вражескую оборону и 30 августа освободили город Глухов. К 31 августа они прошли с боями уже 60 километров и вступили на территорию Украинской ССР. К. К. Рокоссовский немедленно вылетел в район наступления и, оценив обстановку, принял смелое решение о переносе направления главного удара в полосу 60-й армии. На конотопское направление срочно перебрасывались 2-я танковая и 13-я армии, 4-й артиллерийский корпус прорыва, почти все зенитно-артиллерийские дивизии фронта, несколько противотанковых артиллерийских бригад, другие части. Туда же была перенацелена основная масса самолётов 16-й воздушной армии. Передислокация производилась в чрезвычайно быстром темпе, не прекращая боёв по всей полосе фронта, чтобы сорвать ответные действия противника.
Результатом этого манёвра стало стремительное наступление советских войск: 3 сентября советские войска вышли южнее Новгород-Северского к Десне, затем с ходу форсировали реку Сейм, 6 сентября освободили Конотоп, 9 сентября — Бахмач, 15 сентября — Нежин. На этом направлении за 20 суток продвижение составило 230 километров. Немецкое командование реально оценивало угрозу для своих войск, вызванную прорывом армии Черняховского на стыке групп армий «Центр» и «Юг», и ввело в сражение две танковые, три пехотные дивизии и крупные силы авиации. Однако ввод в бой этих соединений осуществлялся разрозненно, и эти достаточно крупные силы не оказали влияния на ход сражения: они были разбиты советскими войсками поодиночке. Войска правого крыла фронта на бывшем направлении главного удара, используя успех на конотопском направлении, также вышли к Десне и, форсировав её с ходу, освободили 16 сентября Новгород-Северский. Падение этого мощного узла обороны открыло и здесь выход на оперативный простор, темпы наступления также резко возросли. Противостоящая организованная оборона противника фактически перестала существовать. Войска фронта по всей полосе наступления стремительно наступали к Днепру.

## Дальнейшее развитие операции
Однако этот грандиозный успех не был в должной мере использован советским Верховным Главнокомандованием. По директиве И. В. Сталина от 28 сентября Центральный фронт был перенацелен с Киевского на Гомельское направление. Задача по взятию Киева была поручена наступавшему южнее Воронежскому фронту Н. Ф. Ватутина. Однако Воронежский фронт настолько значительно отставал от Центрального фронта, что южный фланг Центрального фронта оказался открыт на 100—120 километров. Рокоссовскому приходилось передавать туда все больше и больше войск, обеспечивая действия главной группировки. Это отрицательно влияло на наступательные возможности фронта. Однако в условиях фактического развала фронта противник не имел в сентябре достаточных сил для обороны Киева. Рокоссовский до конца жизни был убежден, что его войска смогли бы освободить Киев в сентябре 1943 года и оценивал решение И. В. Сталина о перенацеливании фронтов как большую ошибку.
Продолжая наступление, войска левого крыла фронта форсировали Десну юго-западнее Чернигова. Введённая в бой 13-я армия 21 сентября овладела Черниговым и вышла к Днепру. Вслед за ней к Днепру вышли и остальные войска фронта.
22 сентября войска 13-й армии с ходу форсировали Днепр, за сутки 23 сентября они продвинулись через междуречье Днепра и Припяти и захватили плацдарм на правом берегу реки Припять глубиной 35 и шириной 30—35 километров. Затем через Днепр переправились соединения 60-й (её плацдарм в районе устья реки Тетерев через сутки уже имел глубину до 15 и ширину в 20 километров) и 61-й (в районе Лоева) армий. Форсирование осуществлялось на подручных средствах, самодельных плотах, рыбацких лодках. Это стоило советским войскам больших потерь, но обеспечило захват плацдармов. Немцы не смогли остановить советское наступление на рубеже Днепра и вынуждены были вести тяжёлые бои на его западном берегу, неся большие потери в контратаках. Большую помощь войскам оказали партизаны, захватившие несколько переправ на Днепре и Припяти.
48-я и 65-я армии также овладели двумя небольшими плацдармами на правом берегу реки Сож на гомельском направлении. К концу сентября войска Центрального фронта занимали уже 7 плацдармов, отразили первый натиск противника на них и обеспечили их надёжное удержание. Противник не смог ликвидировать ни одного из этих плацдармов.
Датой завершения операции считается 30 сентября, с этого момента основные усилия фронта были сосредоточены на расширении плацдармов. Потери войск фронта составили 33 523 человек безвозвратными и 107 878 человек санитарными (общие потери — 141 401 человек).

## Результаты операции
Черниговско-Припятская операция стала крупнейшим успехом первого этапа битвы за Днепр. Продвижение войск Рокоссовского составило до 300—320 километров за 30 дней, такие высокие и стабильные темпы советского наступления полностью ошеломили противника. Командование фронта продемонстрировало инициативность и высокое мастерство в управлении войсками, а личный состав — значительно возросший уровень боевой подготовки и умения действовать на поле боя. Исключительно высоким был также и моральный дух войск.
Благодаря успехам Центрального фронта, к концу сентября командование Воронежского фронта также сумело повысить темпы наступления своих войск, также выйти на Днепр и форсировать его. Захваченные севернее Киева плацдармы имели важное значение для последующих операций по освобождению Белоруссии. Противнику были нанесены большие потери.
Сотни воинов, отличившихся при форсировании Днепра, были удостоены звания Героя Советского Союза, особенно много их было в 13-й армии, первой форсировавшей Днепр — 201 человек, включая её командующего. Многие соединения и части получили почётные наименования «Севские», «Черниговские», «Бахмачские», «Конотопские», «Нежинские», «Новгород-Северские».